# Saison 1 de The Gifted
Chronologie
Saison 2
Cet article présente les épisodes de la série télévisée américaine The Gifted.

## Synopsis
Les Strucker, un couple d'Américains, découvrent que leurs deux enfants, Lauren et Andy, sont dotés de pouvoirs. Ils décident de s'enfuir et de rejoindre la communauté des mutants renégats. Le gouvernement lance à leurs trousses les agents de la Force Sentinelle chargés d'appréhender tous les mutants qui sont une menace pour la société...

## Distribution

### Acteurs principaux
- Stephen Moyer (VF : Guillaume Lebon) : Reed Strucker
- Amy Acker (VF : Léa Gabriele) : Caitlin Strucker
- Sean Teale (VF : Hugo Brunswick) : Marcos Diaz / Eclipse
- Jamie Chung (VF : Véronique Picciotto) : Clarice Fong / Blink
- Coby Bell (VF : Guildin Tissier) : Jace Turner
- Emma Dumont (VF : Claire Baradat) : Lorna Dane / Polaris
- Blair Redford (VF : Donald Reignoux) : John Proudstar / Thunderbird
- Natalie Alyn Lind (VF : Anne-Charlotte Piau) : Lauren Strucker
- Percy Hynes White (VF : Benjamin Bollen) : Andy Strucker

### Acteurs récurrents
- Hayley Lovitt (VF : Caroline Pascal) : Sage (12 épisodes)
- Jermaine Rivers (en) (VF : Mike Fédée) : Shatter (11 épisodes)
- Elena Satine (VF : Céline Ronté) : Dreamer (9 épisodes)
- Garret Dillahunt (VF : Vincent Ropion) : Dr Roderick Campbell (9 épisodes)
- Joe Nemmers (VF : Marc Perez) : Agent Ed Weeks (9 épisodes)
- Skyler Samuels (VF : Alice Taurand) : Esme / Sophie / Phoebe Frost (en) (7 épisodes)
- Jeff Daniel Phillips : Fade / Tex (5 épisodes)

### Invités
- Stan Lee (caméo, épisode pilote)
- Toks Olagundoye : Carla Jackson (pilote)
- Zach Roerig (VF : Damien Boisseau) : Pulse (épisodes 4 et 8)
- Michelle Veintimilla (en) (VF : Zina Khakhoulia) : Carmen Guerra (épisodes 4, 6 et 7)
- Frances Turner (VF : Corinne Wellong) : Paula Turner (épisodes 5, 9 et 10)
- Erinn Ruth : Evangeline Whedon (en) (épisodes 13)

## Liste des épisodes

### Épisode 1:gène X mutant
- États-Unis /  Canada : 2 octobre 2017 sur Fox / CTV
- France : 29 décembre 2017 sur Canal+ Séries / 10 novembre 2018 sur CSTAR
- Québec : 30 janvier 2018 sur VRAK[1]

- États-Unis : 4,899 millions de téléspectateurs[2] (première diffusion)
- Canada : 1,563 million de téléspectateurs[3] (première diffusion + différé 7 jours)

- Toks Olagundoye (Carla Jackson)
- Dale Godboldo (Ted Baird)
- Steffan Argus (Jack)
- Pierce Bailey (Trevor)
- Giovanni DeVito (Dax)
- Stan Lee (L'homme qui sort du bar)
- Dinarte de Freitas (Pedro)
- Josh Henry (Ben)
- Dalton Gray (Jake)
- Matthew Tompkins (Cal Jameson)
- Hayley Lovitt (Sage)
- Joe Nemmers (Agent Weeks)

Atlanta, dans un futur proche : la mutante Clarice Fong est poursuivie par les forces de police pour s'être échappée d'un centre de détention pour mutants. Elle est secourue par trois d'entre eux : Lorna Dane, John Proudstar et Marcos Diaz. Lorna utilise ses pouvoirs magnétiques afin que les trois autres puissent rejoindre la base secrète des renégats mais elle est aussitôt arrêtée après avoir tenté de tuer le policier qui avait blessé par balles Marcos. Dans le même temps, la famille Strucker vit ses derniers moments de liberté. Au cours d'une soirée donnée au lycée Belleview Acres High School, Andy le fils cadet utilise ses pouvoirs pour se débarrasser de ses camarades harceleurs dans les toilettes du gymnase. Mais il ne contrôle pas sa puissance et le bâtiment est détruit, laissant fuir des centaines d'adolescents terrorisés. Lauren, sa sœur utilise elle aussi son pouvoir pour empêcher des innocents de mourir. Reed Strucker, le père est aussitôt informé par sa femme Caitlin du drame. Ayant déjà travaillé avec les Forces Sentinelles, il sait que bon nombre d'enfants disparaissent dans les établissements fédéraux. Il décide de rejoindre les seules personnes pouvant les aider : les mutants renégats.

### Épisode 2:le Patient X
- États-Unis /  Canada : 9 octobre 2017 sur Fox / CTV
- France : 29 décembre 2017 sur Canal+ Séries / 10 novembre 2018 sur CSTAR
- Québec : 6 février 2018 sur VRAK

- États-Unis : 3,79 millions de téléspectateurs[4] (première diffusion)
- Canada : 1,324 million de téléspectateurs[5] (première diffusion + différé 7 jours)

- Garret Dillahunt (Docteur Roderick Campbell)
- Elena Satine (Dreamer)
- Folake Olowofoyeku (Scar)
- Chris Butler (Docteur Watkins)
- Sharon Gless (Ellen Strucker)
- Aerli Austen (Amber)
- Dave Blamy (Le père de la mutante)
- Jacinte Blankenship (La mère mutante)
- Dinarte de Freitas (Pedro)
- Josh Henry (Ben)
- Hayley Lovitt (Sage)
- Joe Nemmers (Agent Weeks)
- Anthony Nguyen (Joshua)
- Anissa Matlock (La mutante en porcelaine)
- Jason Jamal Ligon (Side-Eye)

Alors que Reed est interrogé dans les quartiers de la Force Sentinelle, Lorna est internée à la prison du comté de Lakewood. Cette dernière ne peut utiliser son pouvoir magnétique car elle a un collier électrifié autour du cou. Dans le refuge des mutants renégats, Blink s'est épuisée avec son dernier portail, est atteinte de fièvre qui lui fait perdre ses moyens. Des portes dimensionnelles apparaissent et disparaissent sur le monde extérieur. Le pire est évité grâce à Lauren qui parvient à les refermer grâce à son pouvoir. Caitlin qui était infirmière doit réussir à trouver des médicaments pour guérir la mutante mais elle doit se rendre aux services des urgences de l'hôpital voisin. Elle s'y rend avec Marcos.

### Épisode 3:eXodus
- États-Unis /  Canada : 16 octobre 2017 sur Fox / CTV
- France : 5 janvier 2018 sur Canal+ Séries / 10 novembre 2018 sur CSTAR
- Québec : 13 février 2018 sur VRAK

- États-Unis : 3,46 millions de téléspectateurs[6] (première diffusion)
- Canada : 1,196 million de téléspectateurs[7] (première diffusion + différé 7 jours)

- Elena Satine (Dreamer)
- Garret Dillahunt (Dr Roderick Campbell)
- Jeff Philips (Fade)
- Jeff Nordling (Daniel)
- Cooper Roth (Scott)
- Darren Goldstein (Chuck)
- Erin Way (Sheila)

### Épisode 4:recours eXtrême
- États-Unis /  Canada : 23 octobre 2017 sur Fox / CTV
- France : 5 janvier 2018 sur Canal+ Séries / 17 novembre 2018 sur CSTAR
- Québec : 20 février 2018 sur VRAK

- États-Unis : 3,36 millions de téléspectateurs[8] (première diffusion)
- Canada : 1,166 million de téléspectateurs[9] (première diffusion + différé 7 jours)

- Elena Satine (Dreamer)
- Zach Roerig (Pulse)
- Michelle Veintimilla (Carmen)
- Joe Nemmers (Agent Weeks)
- Hayley Lovitt (Sage)
- Jermaine Rivers (Shatter)
- Tony Vo (Jeune Mutant)
- Derek James Jones (Commerçant)
- Josue Gutierrez (Francisco)
- Aaron Nelson (Winkler du Service Sentinelle)
- Matt Doman (Mcauley du Service Sentinelle)
- Tom McIlwain (Garde du Service Sentinelle #2)
- Jesse O'Neill (Garde du Service Sentinelle #3)
- Gino Vento (Juan)
- Jason Ripoll (Membre du gang)
- Stephen Jones (Conducteur)

### Épisode 5:coeXistence
- États-Unis /  Canada : 30 octobre 2017 sur Fox / CTV
- France : 12 janvier 2018 sur Canal+ Séries / 17 novembre 2018 sur CSTAR
- Québec : 27 février 2018 sur VRAK

- États-Unis : 3,43 millions de téléspectateurs[10] (première diffusion)
- Canada : 1,147 million de téléspectateurs[11] (première diffusion + différé 7 jours)

- Joe Nemmers (Agent Weeks)
- Jermaine Rivers (Shatter)
- Hayley Lovitt (Sage)
- Derek James Jones (Le commerçant)
- Elena Satine (Dreamer)
- Jeff Daniel Phillips (Fade)
- Jaxon Rose Moore (Grace Turner)
- Frances Turner (Paula Turner)
- Courtney Dietz (La mutante enrâgée)
- Will Jones (Policier #1)
- Brooke Jaye Cornwell (Chef du commando tactique)

### Épisode 6:jeunes eXperts en renfort
- États-Unis /  Canada : 6 novembre 2017 sur Fox / CTV
- France : 12 janvier 2018 sur Canal+ Séries / 24 novembre 2018 sur CSTAR
- Québec : 6 mars 2018 sur VRAK

- États-Unis : 3,17 millions de téléspectateurs[12] (première diffusion)
- Canada : 964 000 téléspectateurs[13] (première diffusion + différé 7 jours)

- Garret Dillahunt (Dr Roderick Campbell)
- Elena Satine (Dreamer)
- Jermaine Rivers (Shatter)
- Hayley Lovitt (Sage)
- Joe Nemmers (Agent Weeks)
- Michelle Veintimilla (Carmen)
- Dayna Beilenson (Le piéton #1)
- Ryan Czerwonko (L'homme au regard en colère)
- Eric Hunter (Mutant amputé)
- Aden Stay (L'homme du camion)
- Danny Ramirez (Wes)
- Charlie Nix (Skyler)
- Jessica Goei (Naya)
- Andrew Benator (L'assistant)
- Justin Smith (en) (Le conducteur)
- David Alessi (Le policier)
- Kristopher Charles (Le technicien du Service Sentinelle)

### Épisode 7:mesures eXtrêmes
- États-Unis /  Canada : 13 novembre 2017 sur Fox / CTV
- France : 19 janvier 2018 sur Canal+ Séries / 24 novembre 2018 sur CSTAR
- Québec : 13 mars 2018 sur VRAK

- États-Unis : 3 millions de téléspectateurs[14] (première diffusion)
- Canada : 1,106 million de téléspectateurs[15] (première diffusion + différé 7 jours)

- Elena Satine (Dreamer)
- Hayley Lovitt (Sage)
- Jermaine Rivers (Shatter)
- Joe Nemmers (Agent Weeks)
- Danny Ramirez (Wes)
- Garret Dillahunt (Dr Roderick Campbell)
- Michelle Veintimilla (Carmen)
- Christine Dunford (Fonctionnaire du département de la justice)
- Bob Jennings (Lodo)
- Bobby Hernandez (Mercenaire du Cartel #1)
- Adam Horowitz (Mercenaire du Cartel #2)
- Jessica Goei (Naya)
- Charlie Nix (Skyler)
- Andrew Benator (Assistant)
- Gino Vento (Juan)

### Épisode 8:menace d'eXtinction
- États-Unis /  Canada : 20 novembre 2017 sur Fox / CTV
- France : 19 janvier 2018 sur Canal+ Séries / 1er décembre 2018 sur CSTAR
- Québec : 20 mars 2018 sur VRAK

- États-Unis : 2,9 millions de téléspectateurs[16] (première diffusion)
- Canada : 1,058 million de téléspectateurs[17] (première diffusion + différé 7 jours)

- Elena Satine (Dreamer)
- Hayley Lovitt (Sage)
- Jermaine Rivers (Shatter)
- Garret Dillahunt (Dr Roderick Campbell)
- Zach Roerig (Pulse)
- Paul Cooper (Andreas Von Strucker)
- Caitlin Mehner (Andrea Von Strucker)
- Ilan Srulovicz (Officier d'Interpol)
- James Dougherty (Pasteur)
- Liza Fagin (Norah)
- Skyler Samuels (Esme)
- Renes Rivera (Le Mutant lourdaud)
- Michelle Kim (Chloe Tan ("Vicious"))
- Marco Schittone (Jeune garçon)
- Raymond J. Barry (Otto Strucker)
- Stephen Alderfer (Agent du Service Sentinelle)

### Épisode 9:mensonge eXtrême
- États-Unis /  Canada : 4 décembre 2017 sur Fox / CTV
- France : 26 janvier 2018 sur Canal+ Séries / 1er décembre 2018 sur CSTAR
- Québec : 27 mars 2018 sur VRAK

- États-Unis : 2,81 millions de téléspectateurs[18] (première diffusion)
- Canada : 936 000 téléspectateurs[19] (première diffusion + différé 7 jours)

- Hayley Lovitt (Sage)
- Elena Satine (Dreamer)
- Joe Nemmers (Agent Weeks)
- Andrew Benator (Assistant (Limier))
- Frances Turner (Paula Turner)
- Frieda Toroman (Ellen Strucker jeune)
- Adam Boyer (Agent de sécurité de Trask)
- Michael Senior (Garde en poste)
- Kristopher Charles (Laborantin #1 du Service Sentinelle)
- Vanessa Aranegui (Laborantine #2 du Service Sentinelle)

### Épisode 10:eXploités
- États-Unis /  Canada : 11 décembre 2017 sur Fox / CTV
- France : 26 janvier 2018 sur Canal+ Séries / 8 décembre 2018 sur CSTAR
- Québec : 3 avril 2018 sur VRAK

- États-Unis : 2,78 millions de téléspectateurs[20] (première diffusion)
- Canada : 904 000 téléspectateurs[21] (première diffusion + différé 7 jours)

- Elena Satine (Dreamer)
- Joe Nemmers (Agent Weeks)
- Skyler Samuels (Esmé)
- Garrett Dillahunt (Dr Roderick Campbell)
- Frances Turner (Paula Turner)
- Derek James Jones (Trader)
- Jermaine Rivers (Shatter)
- David Norona (Sénateur Montez)
- Tess Malis Kincaid (Directeur de campagne)
- Gabriel Manak (Technicien de laboratoire)
- Dawson Towery (Agent #1 du Service Sentinelle)
- Charlie Parrish (Garde du portail)

### Épisode 11:triple X
- États-Unis /  Canada : 1er janvier 2018 sur Fox[22] / CTV
- France : 3 février 2018 sur Canal+ Séries / 8 décembre 2018 sur CSTAR
- Québec : 10 avril 2018 sur VRAK

- États-Unis : 2,54 millions de téléspectateurs[23] (première diffusion)

- Skyler Samuels (Esmé)
- Garret Dillahunt (Dr Roderick Campbell)
- Hayley Lovitt (Sage)
- Danny Ramirez (Wes)
- Jermaine Rivers (Shatter)
- Jason Burkey (Nate)
- Robert Bryan Davis (Purifier)
- Ray Campbell (William)
- Kate MacCallum (Hound en inertie)
- Michael Milligan (Hound en gravité)
- Elliot Grey (Directeur Wolcott)

### Épisode 12:eXtraction
- États-Unis /  Canada : 15 janvier 2018 sur Fox / CTV
- France : 3 février 2018 sur Canal+ Séries / 15 décembre 2018 sur CSTAR
- Québec : 17 avril 2018 sur VRAK

- États-Unis : 3,42 millions de téléspectateurs[24] (première diffusion)
- Canada : 907 000 téléspectateurs[25] (première diffusion + différé 7 jours)

- Garret Dillahunt (Dr Roderick Campbell)
- Andrew Benator (Assistan de Campbell)
- Skyler Samuels (Esmé)
- Elliot Grey (Directeur Wolcott)
- Jeff Daniel Phillips (Fade)
- Hayley Lovitt (Sage)
- David Norona (Sénateur Matthew Montez)
- Alex Collins (Jack Campbell)
- Sharon Gless (Ellen)
- Kurt Yue (Employé de Trask)
- Cristian Gonzalez (Agent d'assurance)
- Charles Green (Stratège politique)
- Angela Oh (Directeur de cabinet)
- Andrew Masset (Franklin Bennett)
- Duke Jackson (SS Agent #1)
- Jermaine Rivers (Shatter)
- Charles Nix (Skyler)
- Jessica Goei (Naya)
- Renes Rivera (Mark)
- Dinarte De Freitas (Pedro)
- Erinn Ruth (Evangeline)
- Vishesh Chachra (Agent Novak)
- Matthew Cornwell (Technicien)

### Épisode 13:fuite in eXtremis
- États-Unis /  Canada : 15 janvier 2018 sur Fox / CTV
- France : 3 février 2018 sur Canal+ Séries / 15 décembre 2018 sur CSTAR
- Québec : 24 avril 2018 sur VRAK

- États-Unis : 3,42 millions de téléspectateurs[24] (première diffusion)
- Canada : 907 000 téléspectateurs[25] (première diffusion + différé 7 jours)

- Garrett Dillahunt (Docteur Roderick Campbell)
- Skyler Samuels (Esmé Frost)
- Erinn Ruth (Evangeline Whedon)
- David Norona (Sénateur Matthew Montez)
- Hayley Lovitt (Sage)
- Jermaine Rivers (Shatter)
- Jeff Daniel Phillips (Fade)
- Renes Antonio Rivera (Mark / Bulk)
- Jessi Goei (Naya)
- Charlie Nix (Skyler)
- Elliott Grey (Directeur Wolcott)
- Dinarte de Freitas (Pedro)
- Michael Aaron Milligan (Hound en gravité)
- Kate MacCallum (Hound en inertie)
- Matthew Cornwell (Technicien Hound)
- Elliott Dixon (Hound clairvoyant)
- Mimi Fletcher (Infirmière)
- David Shae (Hound moléculaire)
- Vishesh Chachra (Agent Novak)